# Ker-Xavier Roussel

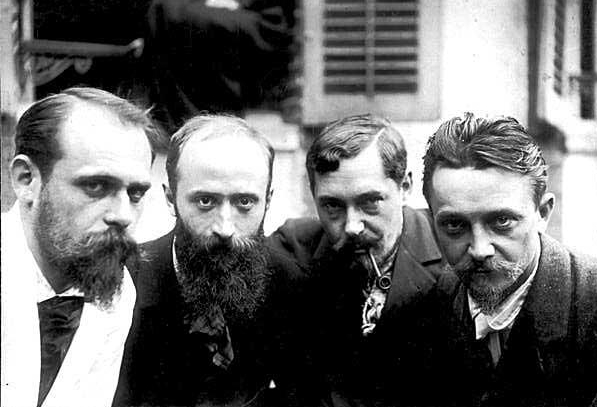
Von links: Ker-Xavier Roussel, Édouard Vuillard, Romain Coolus und Félix Vallotton im Jahr 1899

Ker-Xavier Roussel (* 10. Dezember 1867 in Lorry-lès-Metz, Département Moselle; † 5. Juni 1944 in L’Étang-la-Ville, Département Yvelines) war ein französischer Maler, der der Künstlergruppe Nabis angehörte.

## Leben und Werk
Roussel entstammte einer wohlhabenden Pariser Arztfamilie. Auf dem Lycée Condorcet lernte er seine Klassenkameraden Édouard Vuillard, Maurice Denis und Lugné-Poe kennen, mit denen ihn eine lebenslange Freundschaft verbinden sollte. Mit 20 Jahren trat er in das Atelier von Léon Diogène Maillard ein.
Roussel, Vuillard und Denis setzten ihr Studium von 1888 bis 1890 an der Schule der schönen Künste in Paris fort, wo ihnen Pierre Bonnard begegnete. Roussel und Vuillard schlossen sich 1889 der Künstlergruppe Les Nabis an. Zwei Jahre später stellte Roussel mit den Nabis zum ersten Mal in der Galerie von Le Barc de Boutteville aus.
1893 heiratete Roussel Marie Vuillard. Ihre gemeinsame Tochter Annete wurde später die Frau des Malers Jacques Salomon (1885–1965). Roussels erste Lithografien erschienen in der Zeitschrift „La Revue blanche“. 1899 verließ er Paris und ließ sich in L’Étang-la-Ville nieder. Im selben Jahr bereiste er mit Édouard Vuillard und Pierre Bonnard Italien; gemeinsam fuhren sie an den Comer See, nach Venedig und Mailand. 1906 unternahm Roussel zusammen mit Maurice Denis eine Reise an die Mittelmeerküste. In Aix-en-Provence besuchten die beiden Freunde Paul Cézanne, in Saint-Tropez Paul Signac.
1908 wurde die Académie Ranson gegründet, an der Roussel, Vuillard, Paul Sérusier, Aristide Maillol und Félix Vallotton als Professoren lehrten. 1911 bis 1913 befasste sich Roussel mit der Ausschmückung des Théâtre des Champs-Élysées und gestaltet dessen Vorhang. Während des Ersten Weltkriegs hielt er sich in der Schweiz auf. Im Treppenhaus des Kunstmuseums von Winterthur führte er in den Rundbögen des Treppenaufgangs zwei Szenen mit mythologischen Motiven aus.
1926 wurde Roussel mit dem Carnegie-Preis geehrt, verliehen von den Carnegie Museums of Pittsburgh, USA. 1937 arbeitete Roussel zusammen mit Vuillard und Bonnard für das Théâtre national de Chaillot in Paris. 1938 gestaltete er eine Dekoration für den Völkerbundpalast in Genf.